# Nusenna
Nusenna ist ein Ortsteil (Fraktion, italienisch frazione) der Gemeinde Gaiole in Chianti in der Provinz Siena, Region Toskana in Italien.

## Geografie
Der Ort liegt ca. 8 Kilometer östlich des Hauptortes Gaiole in Chianti und ca. 22 Kilometer nordöstlich der Provinzhauptstadt Siena im östlichen Gebiet des Chianti an der Grenze zur Provinz Arezzo. Die Regionalhauptstadt Florenz liegt ca. 40 km nordwestlich. Der Ort ist Teil des Bistums Arezzo-Cortona-Sansepolcro. Nusenna liegt bei 561 Metern und hatte 2001 ca. 35 Einwohner. 2017 waren es 41 Einwohner. Nächstgelegene Orte sind Castagnoli (ebenfalls Ortsteil von Gaiole in Chianti, ca. 6 km westlich) und Mercatale Valdarno (AR, Ortsteil von Bucine und Montevarchi, ca. 4 km nordöstlich).

## Sehenswürdigkeiten

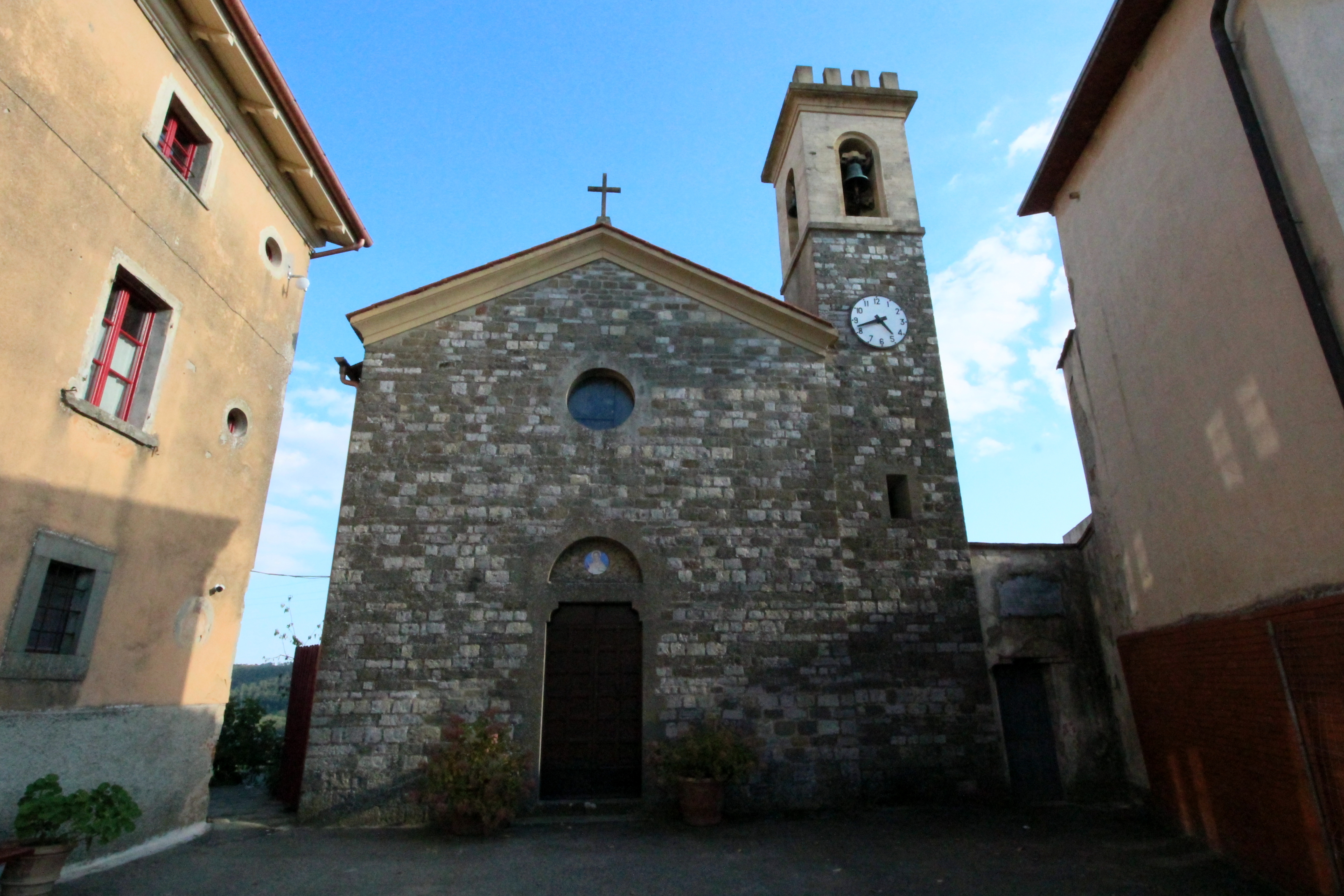
Die Kirche Giusto e Clemente

- Chiesa dei Santi Giusto e Clemente, Pfarrkirche im Ortskern.

## Verkehr
- Die nächstgelegenen Anschlüsse an den Schienenfernverkehr sind die Bahnhöfe von Montevarchi und Bucine (beide ca. 13 km entfernt). Beide liegen an der Bahnlinie Florenz–Rom.
- Nusenna liegt an der Provinzstraße SP 16, die von Gaiole in Chianti nach Montevarchi führt.
- Die nächstgelegene Anschlussstelle an eine Autobahn ist die Anschlussstelle Valdarno, die ca. 15 km nordöstlich zwischen Montevarchi und San Giovanni Valdarno an der A1 (Autostrada del Sole) liegt.